# Maria Ana Francisca de Bragança
D. Maria Ana de Bragança (nome completo: Maria Ana Francisca Josefa Rita Joana de Bragança; Lisboa, 7 de outubro de 1736 - Rio de Janeiro, 16 de maio de 1813), foi a segunda filha do casamento do rei José I de Portugal com Mariana Vitória de Bourbon.

## Biografia

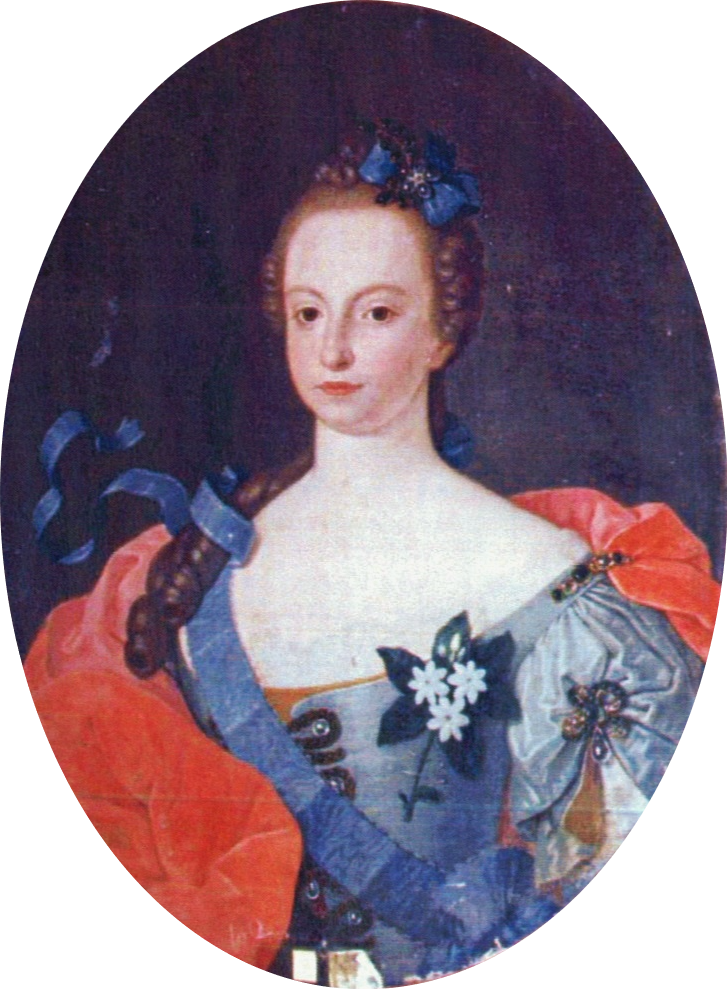
Retrato de D. Maria Ana de Bragança, por Vieira Lusitano, Palácio Real de Aranjuez, (1753).

Nascida em Lisboa, no Paço da Ribeira, baptizada com o nome de Maria Ana Francisca Josefa Rita Joana de Bragança. Foi considerada uma potencial noiva para Luís, Delfim da França (1729-1765), mas a sua mãe recusou-se a consentir a união. Dedicou-se muito à pintura e à música.
Seguiu com a restante família real para o Brasil, aquando da fuga da mesma, resultante das invasões napoleónicas em 1807, vindo a falecer, no Rio de Janeiro, aos 76 anos de idade.
Os seus restos mortais foram posteriormente trasladados para o Convento do Desagravo do Santíssimo Sacramento, em Lisboa, defronte da Igreja de Santa Engrácia. Datada de 1292 a presença de religiosas no referido convento, foi fundado em 1294, sendo totalmente destruído durante o Terramoto de 1755, vitimando 131 mulheres, além de religiosas, também noviças, educandas, criadas e escravas. Em 1783 a infanta D. Maria Ana, com a aprovação e doação de esmolas de D. Maria I, fez reabrir o convento, com a entrada de 4 freiras fundadoras, 8 recolhidas e 6 noviças, havendo no dia 23 de outubro um Solene Pontifical, assistido por vários membros da família real.
Com a morte da última freira residente no convento, em 1901, este passa para a posse do Estado. Os restos mortais da infanta foram então transferidos para o Panteão da Dinastia de Bragança.